# Saint-Martin-de-Corléans
Saint-Martin-de-Corléans (pron. fr. AFI: [sɛ̃ maʁtɛ̃ də kɔʁleɑ̃]) è un quartiere della città di Aosta.

## Descrizione
Anticamente un villaggio situato tra Aosta e Chésallet, Saint-Martin-de-Corléans diventa un sobborgo della zona occidentale di Aosta, fino a diventarne un quartiere nel corso del XXº secolo, soprattutto seguendo l'evoluzione demografica a seguito del flusso migratorio in provenienza in particolare dal Sud Italia.

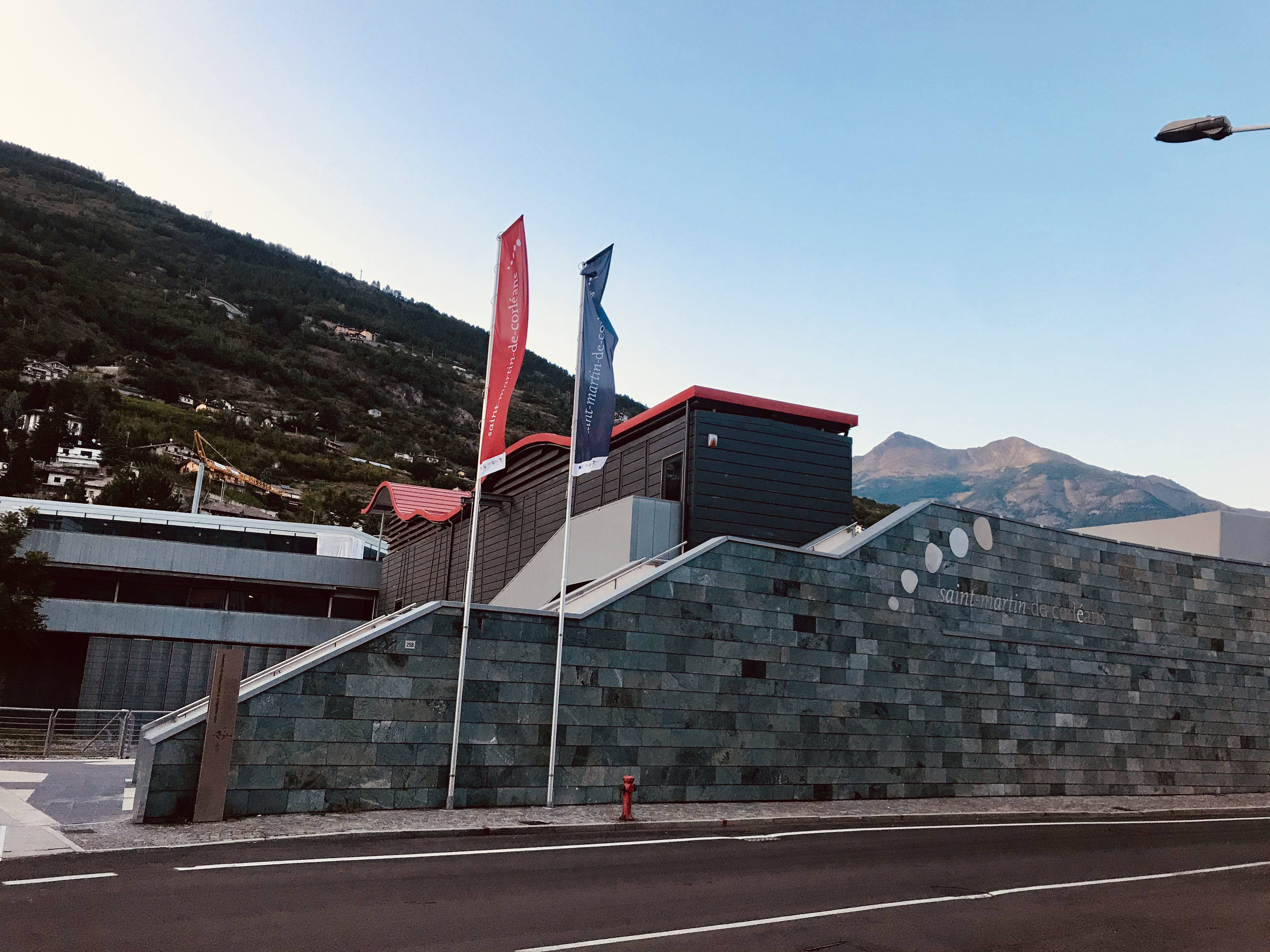
L'entrata dell'area megalitica.
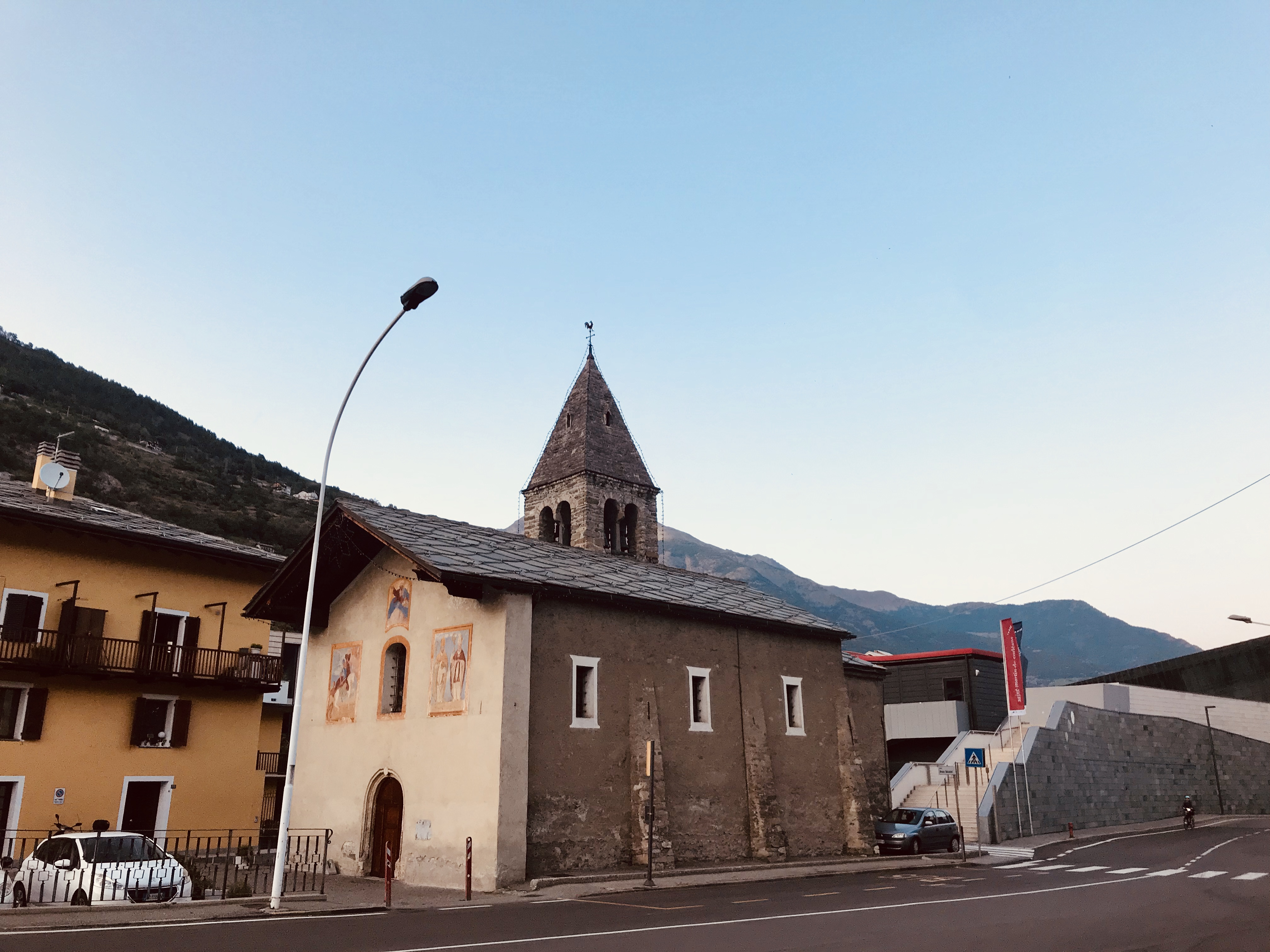
La chiesa parrocchiale di San Martino di Tours.
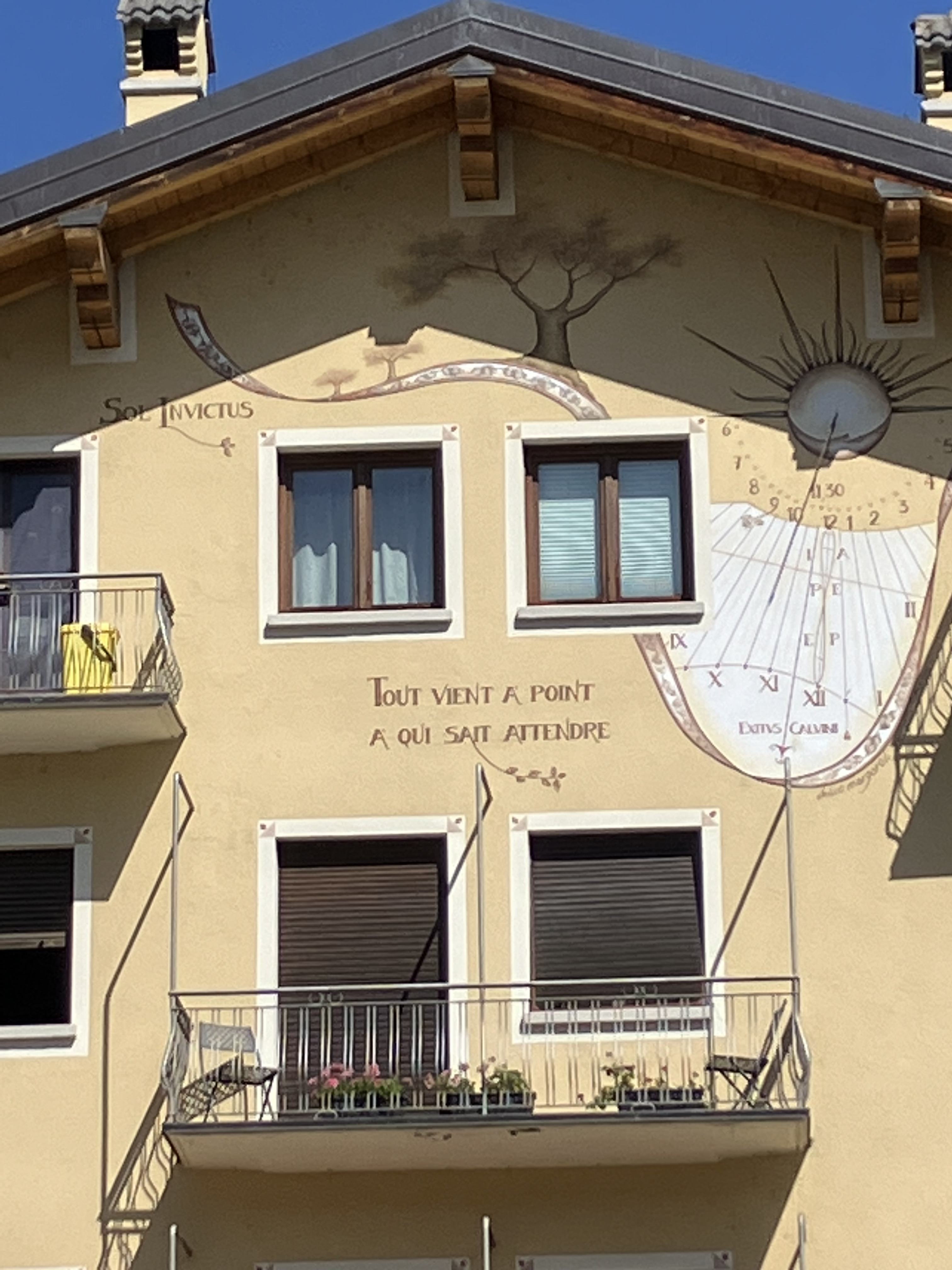
Meridiana sulla facciata della maison Frassy.

## Luoghi di interesse
- Chiesa di Saint-Martin-de-Corléans
- Area megalitica di Saint-Martin-de-Corléans